# Danawarih
Danawarih is een bestuurslaag in het regentschap Tegal van de provincie Midden-Java, Indonesië. Danawarih telt 6077 inwoners (volkstelling 2010).